# Il commissario De Luca
Il commissario De Luca è una serie televisiva gialla, diretta da Antonio Frazzi.
La serie è composta da quattro puntate, ed è la trasposizione del personaggio di Achille De Luca, creato dallo scrittore Carlo Lucarelli.

## Puntate
Le puntate sono state trasmesse da Rai 1 in prima serata nella primavera del 2008. La serie di 4 film TV Il commissario De Luca, tratta dai romanzi di Carlo Lucarelli Indagine non autorizzata, Carta bianca, L'estate torbida e Via delle oche, ha  ricevuto il Premio Kineo per il miglior film TV al Festival di Venezia 2008 e l'Efebo d'oro di Agrigento come miglior adattamento TV di un testo letterario. Efebo D'Argento all'autore Carlo Lucarelli e all'attore Alessandro Preziosi per la "magistrale interpretazione". Questo lavoro ha ottenuto anche riconoscimenti internazionali: Golden Chest per il protagonista Preziosi, assieme al regista Frazzi.
| nº | Titolo                   | Prima TV Italia |
| -- | ------------------------ | --------------- |
| 1  | Indagine non autorizzata | 27 aprile 2008  |
| 2  | Carta bianca             | 28 aprile 2008  |
| 3  | Estate torbida           | 4 maggio 2008   |
| 4  | Via delle oche           | 11 maggio 2008  |

## Guest star
- Valeria Sabel: episodio Estate torbida
- Ana Caterina Morariu: episodio Estate torbida